# Piper tridentipilum
Piper tridentipilum är en pepparväxtart som beskrevs av C. Dc.. Piper tridentipilum ingår i släktet Piper och familjen pepparväxter. Inga underarter finns listade i Catalogue of Life.